# Véronique petit-chêne
Veronica chamaedrys
Espèce
Classification phylogénétique
La Véronique petit-chêne (Veronica chamaedrys L.), est une petite plante à fleurs bleues appartenant au genre Veronica, fréquente dans les prés et les bois clairs, souvent en zones montagneuses. Elle est parfois appelée Fausse Germandrée (nom vernaculaire).
La classification classique place les véroniques dans l'ordre des Scrophulariales et dans la famille des Scrofulariacées, mais la classification APG II les situe dans l'ordre des Lamiales et dans la famille des Plantaginacées.

## Description

### Morphologie générale et végétative
Plante herbacée basse, le plus souvent rampante, à tiges fines rougeâtres et velues. Feuilles également velues, opposées, ovales et dentées, sessiles ou à très court pétiole. Ses feuilles sont sinuées à la façon de celles du chêne, d'où son nom chamaedrys en latin scientifique (du grec khamaidrus « petit chêne », formé de khamai « à terre » c'est-à-dire « petit » et drus, « chêne »).

### Morphologie florale

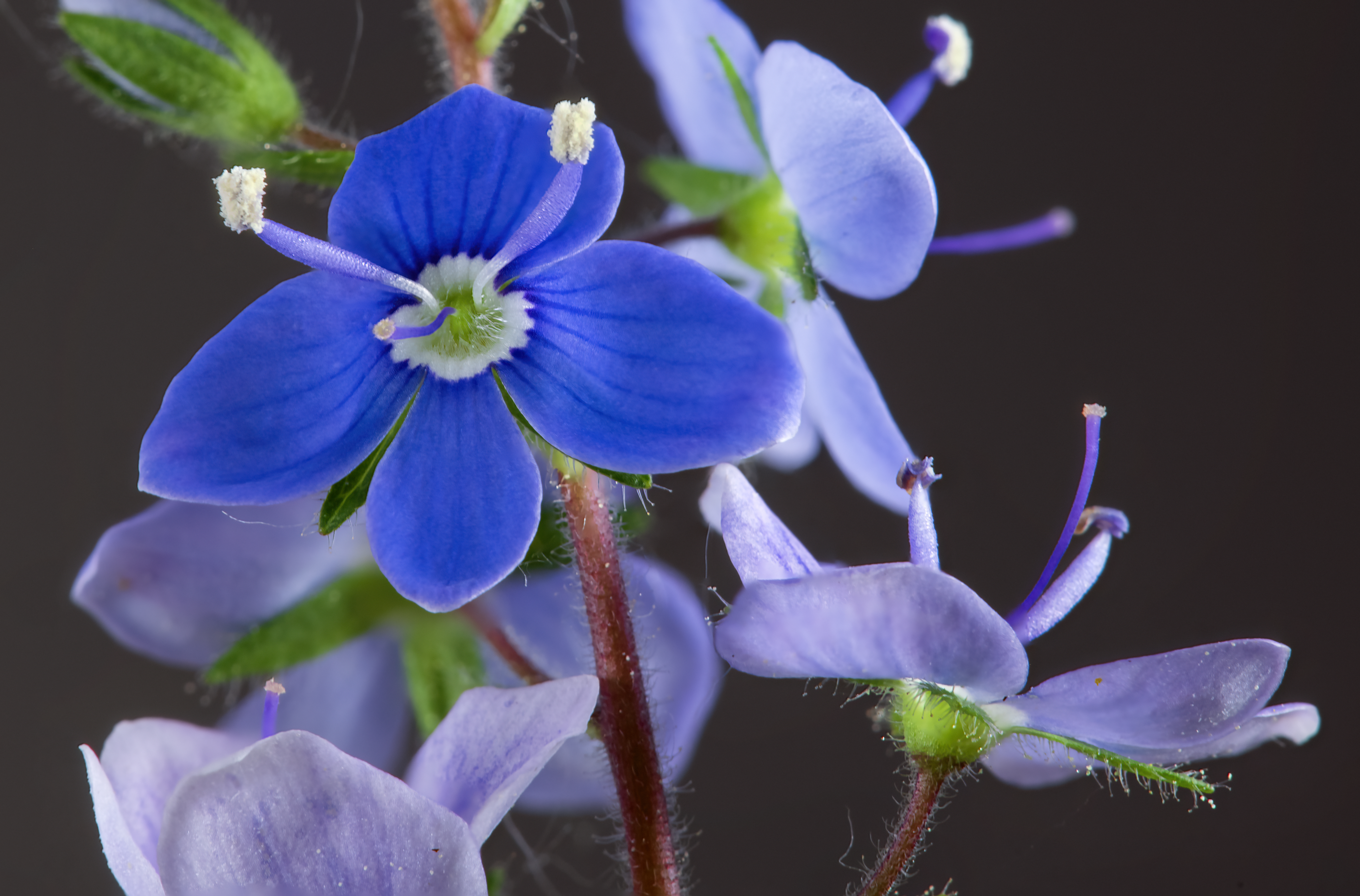
Fleur

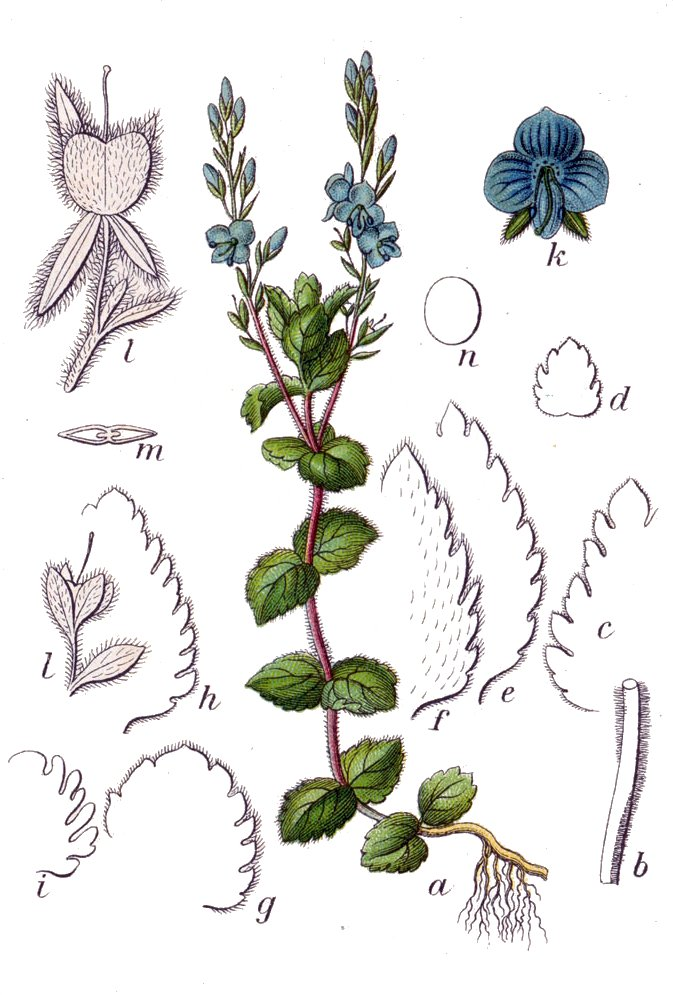
Veronica chamaedrys

L'inflorescence est un racème (grappe) assez longuement pédonculé, se développant à l'aisselle des feuilles supérieures et portant de petites bractées étroites.
Fleurs hermaphrodites d'un bleu assez vif, ne dépassant pas 1 cm, à quatre sépales verts et velus et à quatre pétales bleu vif striés de bleu plus sombre. Le centre de la corolle est blanc. Deux étamines assez longues. Ovaire à deux carpelles.

### Fruit et graines
Le fruit est une petite capsule poilue en forme de cœur.

## Écologie et habitat
Plante vivace commune dans presque toute l'Europe, à l'exception des plaines méditerranéennes, rencontrée souvent en montagne (jusqu'à 2 250 m.). Elle apprécie notamment les prés et les lieux boisés, où elle peut former d'importants tapis. Petite préférence pour le calcaire et les sols légèrement humides. Floraison de mars à juillet.

### Statuts de protection, menaces
L'espèce n'est pas considérée comme étant menacée en France. Elle est classée Espèce de préoccupation mineure (LC) par l'UICN.

## Propriétés médicinales
Elle a des propriétés astringentes, eupeptiques et cicatrisantes, les mêmes que celles de la Véronique officinale.
Elle est peu utilisée car la présence d'aucuboside peut provoquer des diarrhées.